# Ġgantija
Los templos de Ġgantija o Ggantija, y también Ggantia, es el nombre de un conjunto de dos templos megalíticos de Malta situados en Xaghra (isla de Gozo, al norte de Malta). 
Fueron erigidos durante el Neolítico (entre 3600 y 2500 a. C.) y son por lo tanto anteriores a conjuntos similares como Stonehenge. Se trata de dos de las más antiguas construcciones religiosas complejas que hayan sobrevivido en la región sin haber sido saqueadas, demolidas o enterradas. Pero aún hay algunos más antiguos de la Fase Skorba, ca. 4400 a. C. 
Debido a que en ellos se han encontrado estatuas y figuras que parecen representar una diosa madre, se ha considerado que fueron dedicados a este culto. Sin embargo, en maltés, el nombre evoca la expresión "torres gigantes", y según una leyenda, las torres habrían sido construidas por enormes criaturas con el fin de utilizarlas como sitios de adoración. A pesar de todo está muy claro que pertenecen a una representación en arquitectura para ofrendas o culto a una triada de la madreterra, como la que se representa en figura de marfil del tiempo micénico. El último templo creado está en Tarxien/Tarkien en 1800 a. C. 
En 1980, los templos megalíticos de Ġgantija fueron declarados Patrimonio de la Humanidad por la Unesco. La declaración se extendió en 1992 a otros templos en la isla de Malta.

## Excavaciones y reconocimiento

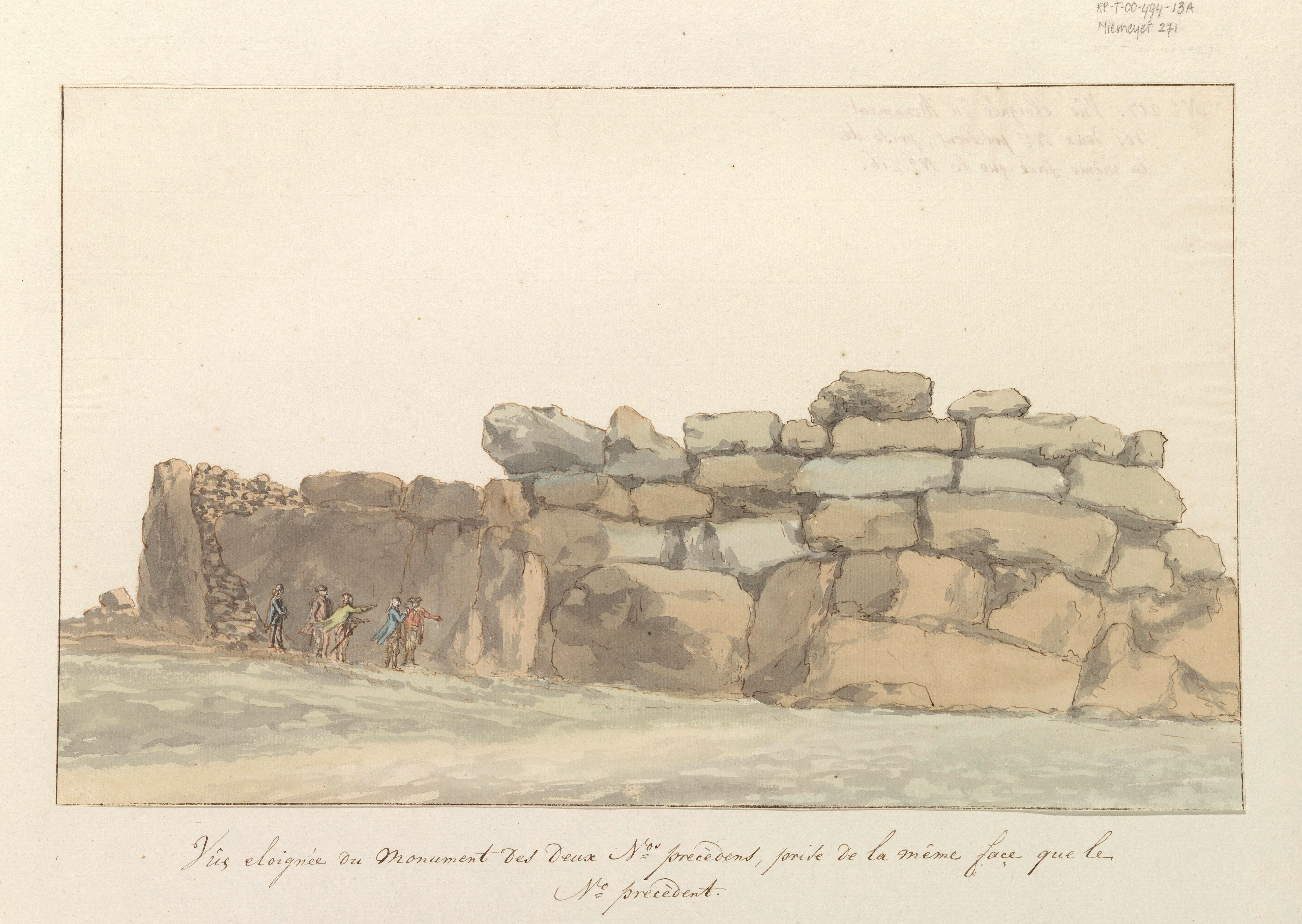
Acuarela de las ruinas del templo, de Abraham-Louis-Rodolphe Ducros, 1778

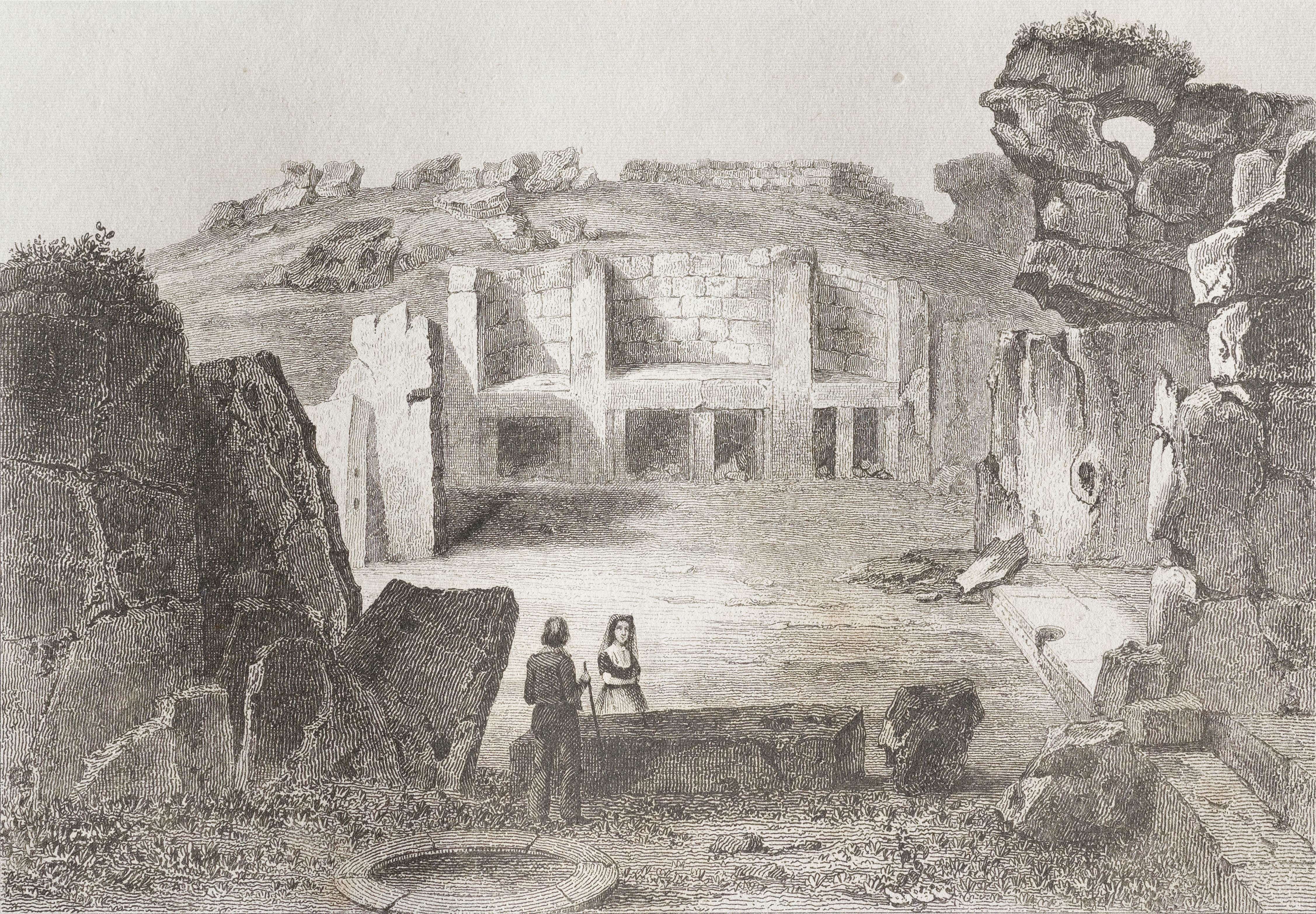
Grabado del templo, de Augustin Lemaitre, 1848

Residentes y viajeros conocían la existencia del templo desde hacía mucho tiempo. A finales del siglo XVIII, antes de realizar excavaciones, Jean-Pierre Houël trazó un plano basado en ese conocimiento, que ha demostrado ser muy preciso. En 1827, el coronel John Otto Bayer, teniente gobernador de Gozo, ordenó la limpieza del sitio. La tierra y los restos se perdieron sin haber sido examinados adecuadamente. El artista alemán Charles Frederick de Brocktorff había pintado un cuadro del sitio uno o dos años antes de la remoción de los escombros, por lo que elaboró un registro del sitio antes de la limpieza.
Tras las excavaciones de 1827, las ruinas se deterioraron. Los restos se incluyeron en la Lista de Antigüedades de 1925. El terreno fue propiedad privada hasta 1933, cuando el Gobierno lo expropió para beneficio público. El Departamento de Museos realizó un extenso trabajo arqueológico en 1933, 1936, 1949, 1956-1957 y 1958-1959. Su objetivo era limpiar, preservar e investigar las ruinas y sus alrededores.
Los templos de Ġgantija fueron declarados Patrimonio de la Humanidad por la UNESCO en 1980. En 1992, el Comité decidió ampliar la lista para incluir otros cinco templos megalíticos ubicados en las islas de Malta y Gozo. La lista de Ġgantija pasó a denominarse «Templos Megalíticos de Malta».
El templo y sus alrededores fueron restaurados o rehabilitados en la década del 2000. En 2011 se instalaron pasarelas ligeras en el templo para proteger el suelo. En 2013 se desarrolló e inauguró un parque patrimonial.

## Galería de imágenes

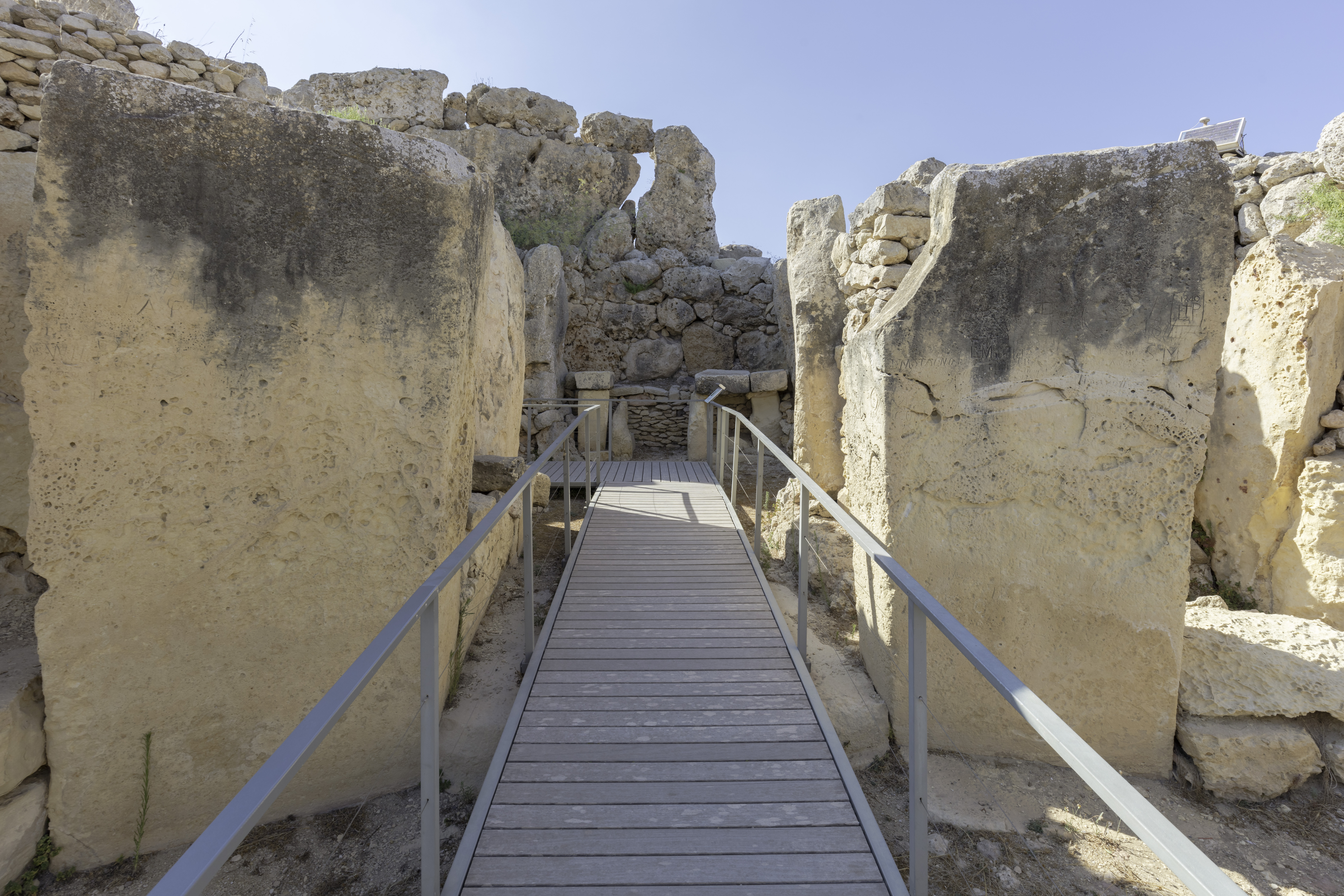
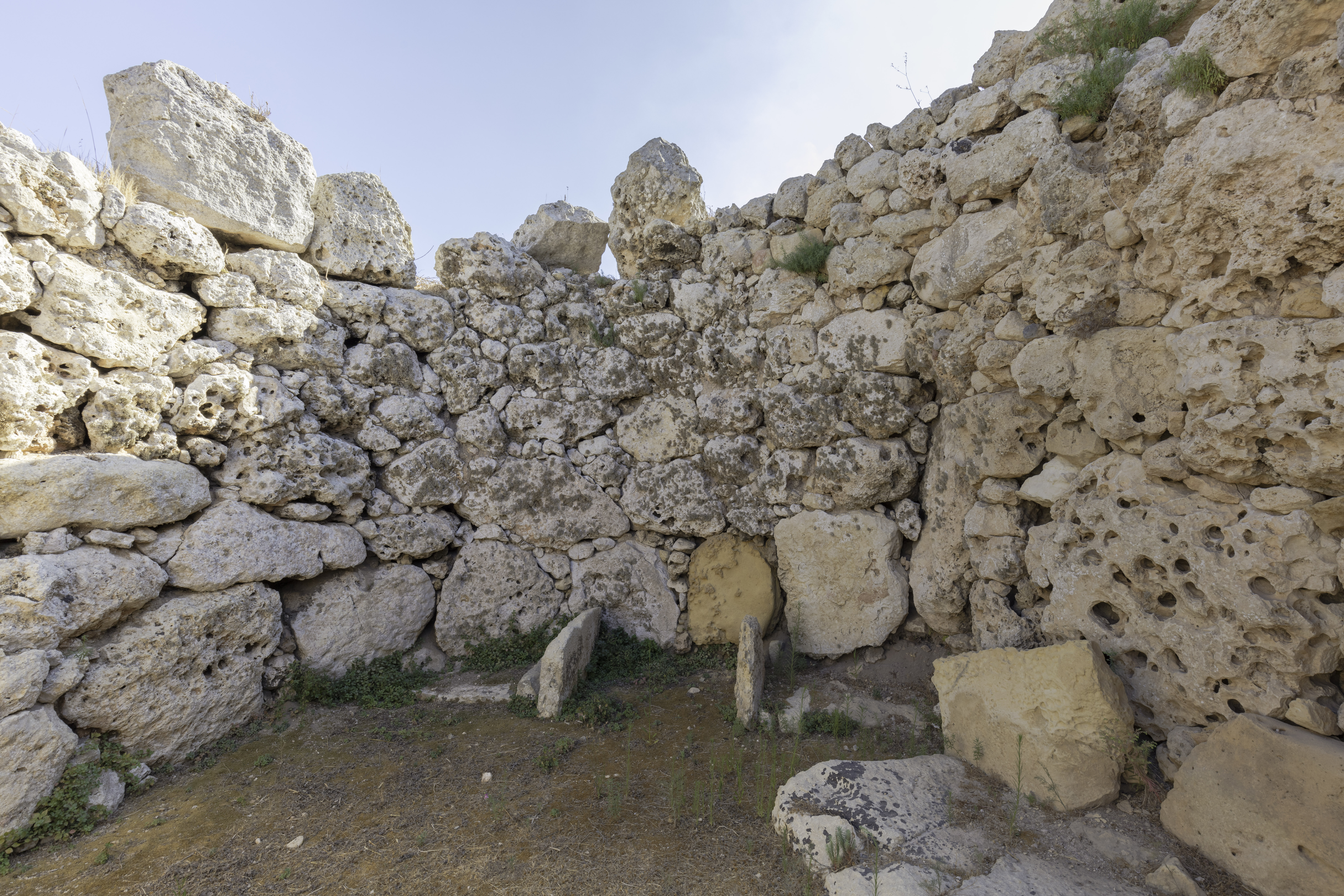
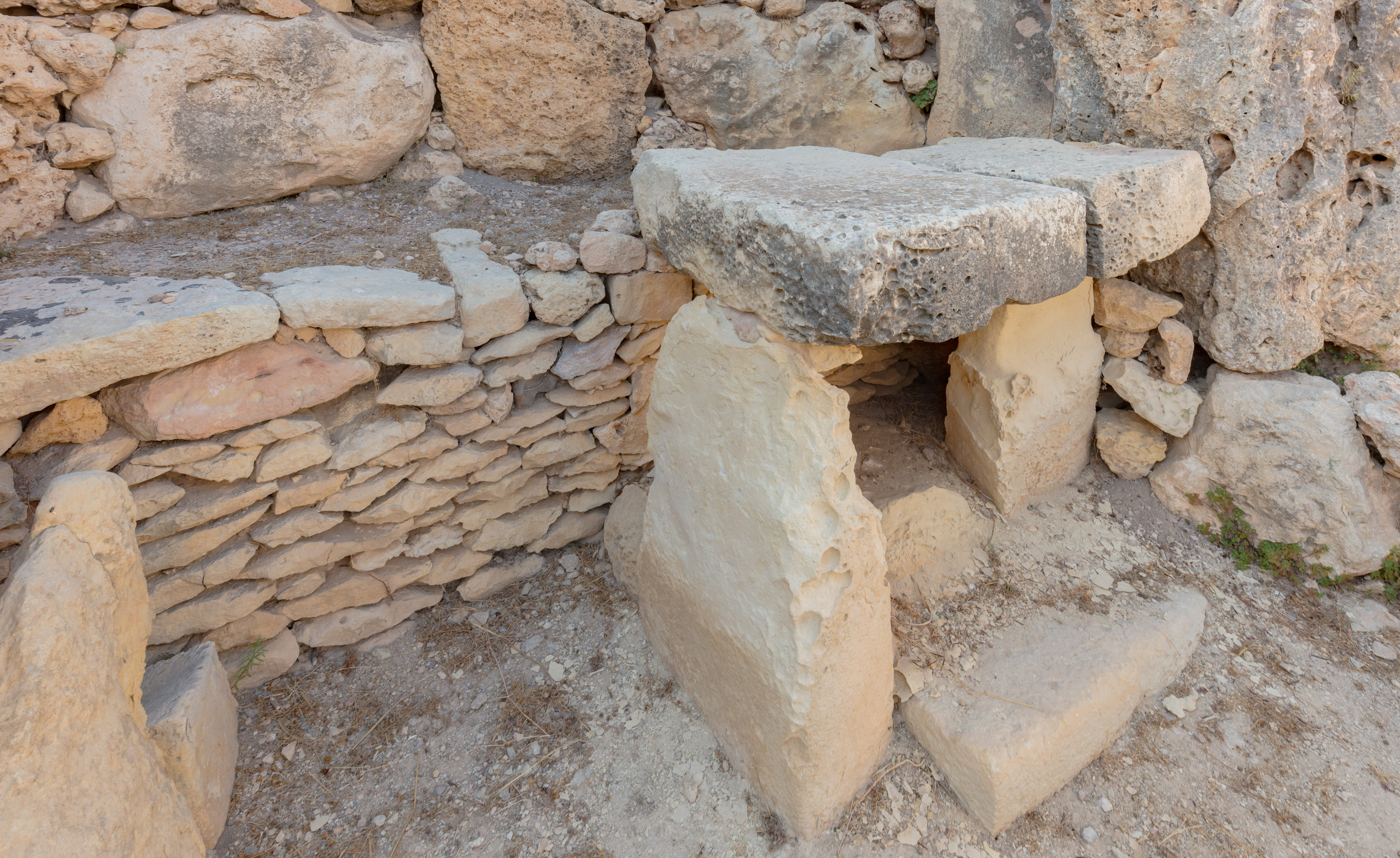
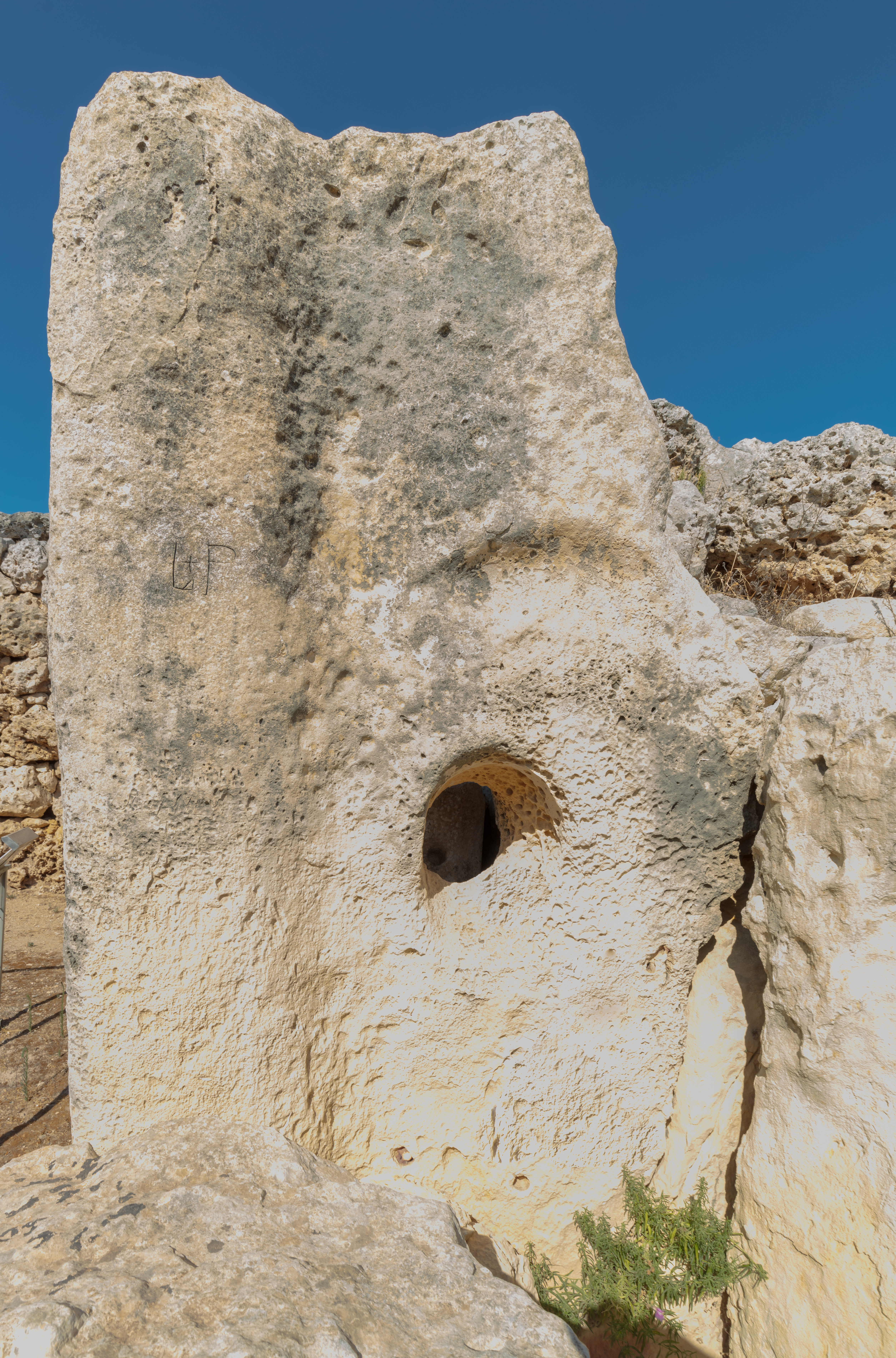
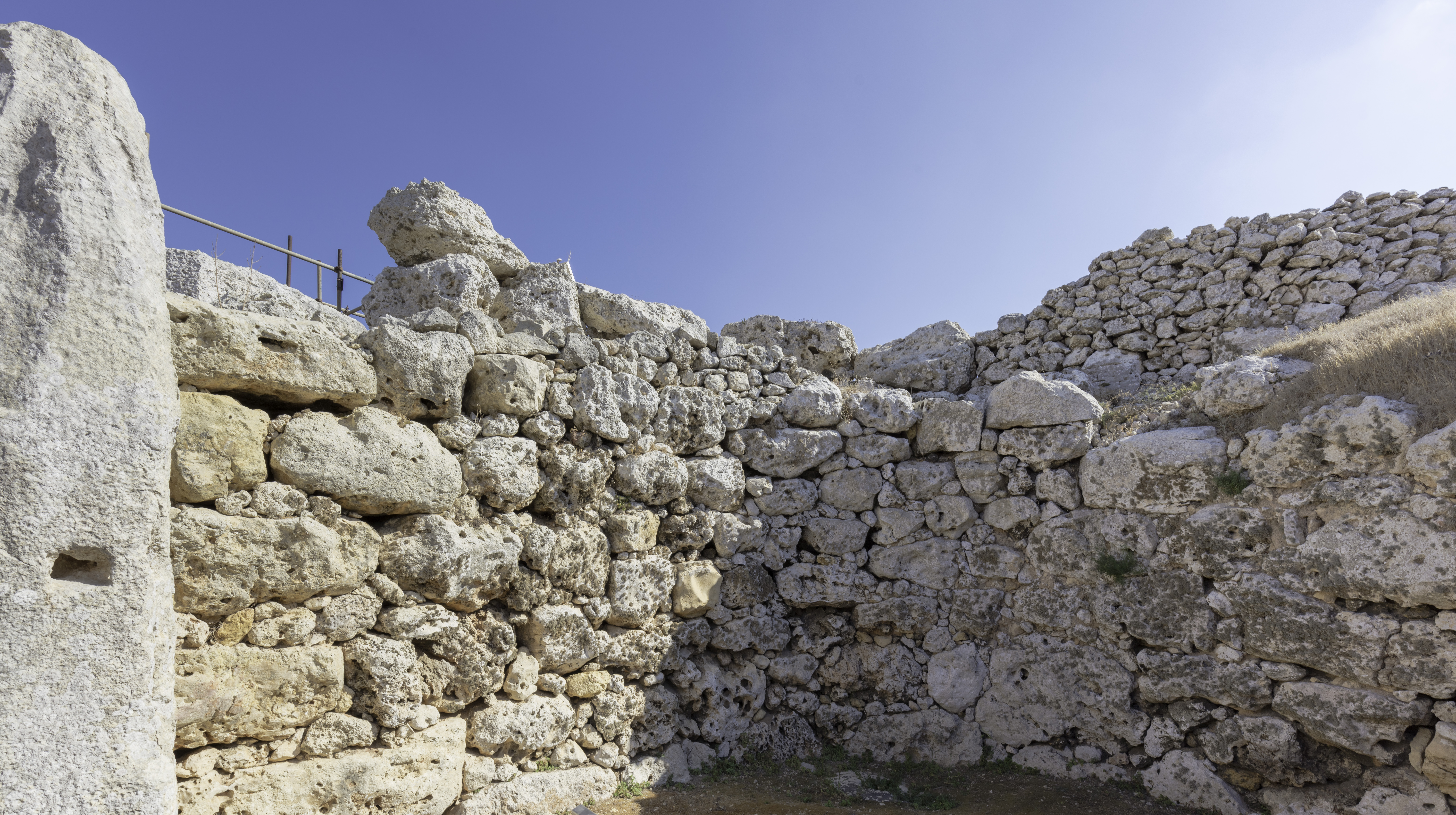
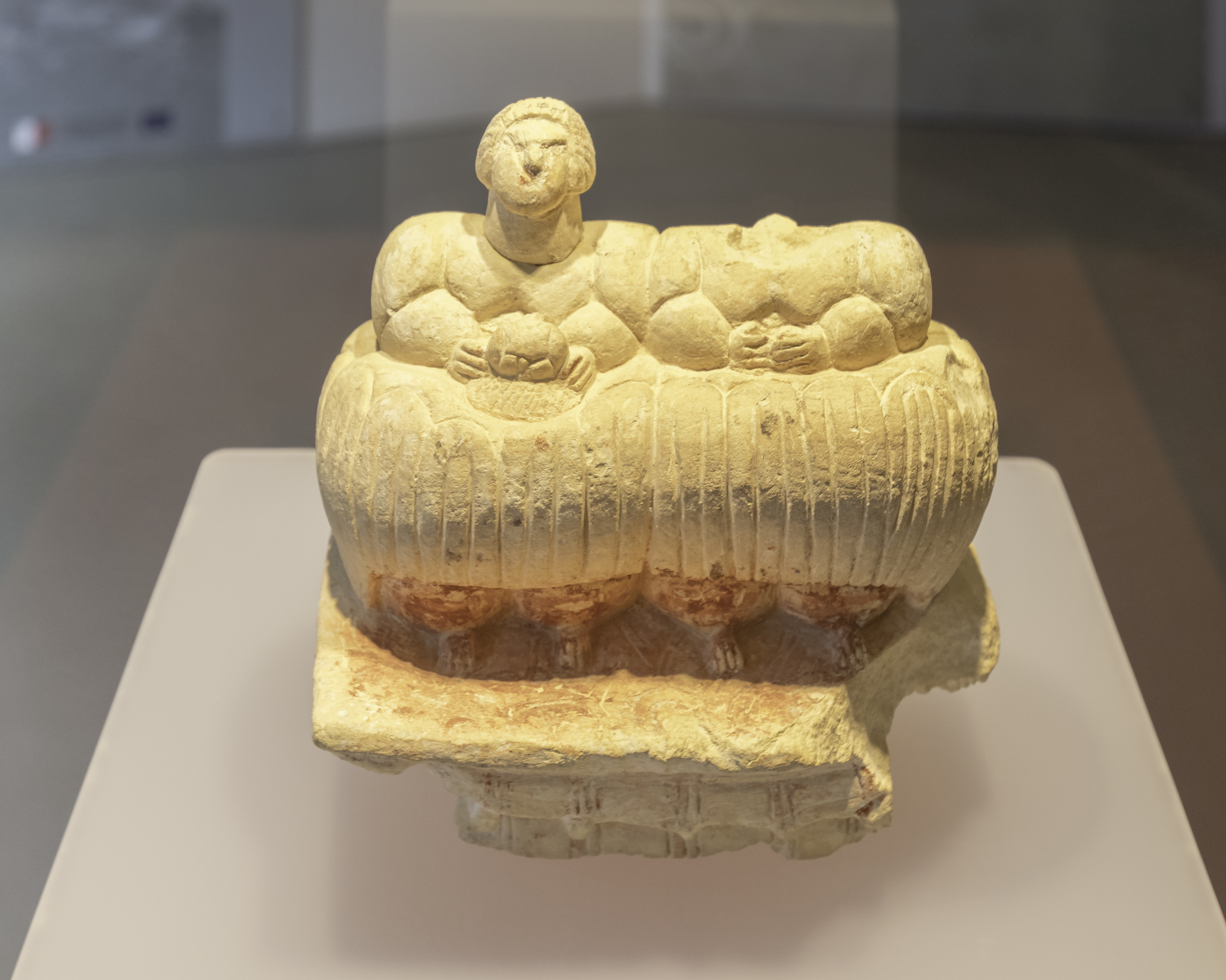